# Condado de Wieruszów
Condado de Wieruszów (polaco: powiat wieruszowski) é um powiat (condado) da Polónia, na voivodia de Łódź. A sede do condado é a cidade de Wieruszów. Estende-se por uma área de 576,22 km², com 42 415 habitantes, segundo o censo de 2005, com uma densidade de 73,61 hab/km².

## Divisões admistrativas
O condado possui:
Comunas urbana-rurais: Wieruszów
Comunas rurais: Bolesławiec, Czastary, Galewice, Lututów, Łubnice, Sokolniki
Cidades: Wieruszów

## Demografia
População (dados de 30 de Junho de 2005):
|          | Total   | Total | Mulheres | Mulheres | Homens  | Homens |
| -------- | ------- | ----- | -------- | -------- | ------- | ------ |
|          | pessoas | %     | pessoas  | %        | pessoas | %      |
| Total    | 42 415  | 100   | 21 484   | 50,7     | 20 931  | 49,3   |
| Cidades  | 8845    | 100   | 4624     | 52,3     | 4221    | 47,7   |
| Povoados | 33 570  | 100   | 16 860   | 50,2     | 16 710  | 49,8   |